# Australomisidia
Genre
Australomisidia est un genre d'araignées aranéomorphes de la famille des Thomisidae.

## Distribution
Les espèces de ce genre sont endémiques d'Australie.

## Liste des espèces
Selon World Spider Catalog (version 18.0, 01/02/2017) :
- Australomisidia cruentata (L. Koch, 1874)
- Australomisidia elegans (L. Koch, 1876)
- Australomisidia ergandros (Evans, 1995)
- Australomisidia inornata (L. Koch, 1876)
- Australomisidia kangarooblaszaki (Szymkowiak, 2008)
- Australomisidia pilula (L. Koch, 1867)
- Australomisidia rosea (L. Koch, 1875)
- Australomisidia socialis (Main, 1988)

## Publication originale
- Szymkowiak, 2014 : Revision of Australian species of the genus Diaea (Araneae: Thomisidae) with redefinition of their taxonomic status. Annales Zoologici, Warszawa, vol. 64, no 3, p. 333-477.